# Groene man

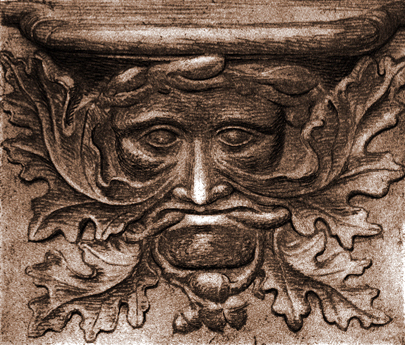
Groene man in Frankrijk

Een groene man of saterkop is een mythologische voorstelling van een gezicht (soms een volledig gestalte) met takken en bladeren als baard- en hoofdhaar. De term "groene man" werd voor het eerst gebruikt door Lady Raglan in haar artikel The "Green Man" in Church Architecture uit 1939. Groene mannen zijn in veel Europese landen, en ook daarbuiten, aan te treffen. In de literatuur worden het ook wel bladmaskers genoemd.

## Ornament
Een groene man is meestal te zien als mascaron of reliëf aan bijvoorbeeld een console, kapiteel of sluitsteen in een gewelf of boog aan kerken en andere bouwwerken. Het is bijna steeds een menselijke kop, maar ook dierfiguren komen voor. Uit de gezichtsopeningen groeien takken met bladeren. Een groene man bevindt zich vaak aan een buitengevel bij een ingang en is dan vervaardigd uit natuursteen. Binnen kan een groene man aanwezig zijn die uit stucwerk is vervaardigd of daarop is geschilderd. Ook komen afbeeldingen voor in houtsnijwerk.

## Beschermer
Het gebruik is al vele eeuwen in heel Europa bekend. Kelten, Grieken en Romeinen kenden al koppen met plantengroei uit de gezichtsopeningen. Ook bij oude Aziatische en Amerikaanse culturen kwamen ze voor. Hoewel er een duidelijke aanwezige connectie bestaat met het spirituele, ligt er aan de verspreiding sinds de middeleeuwen vooral en bijna uitsluitend een louter decoratieve overweging ten grondslag. In Nederland is een van de oudste afbeeldingen een tekening uit de 14e eeuw op het stucwerk van een gewelf in de Grote of Lebuïnuskerk in Deventer, 30 meter boven de kerkgangers. De groene man wordt door sommigen gezien als het archetype van de productieve mannelijke energie van de aarde.
Ook de Christusfiguur werd wel als groene man afgebeeld, naast een gevlochten doornenkroon groeien er dan bladeren uit het hoofd.
In Engeland is de Green Man een populair onderdeel van de traditie. Nogal wat pubs heten The Green Man, naar de afbeelding bij de ingang. In een Schotse kerk, de Rosslyn Chapel in Roslin bij Edinburgh, zijn meer dan 100 afbeeldingen van een Green Man te vinden.

## Afbeeldingen

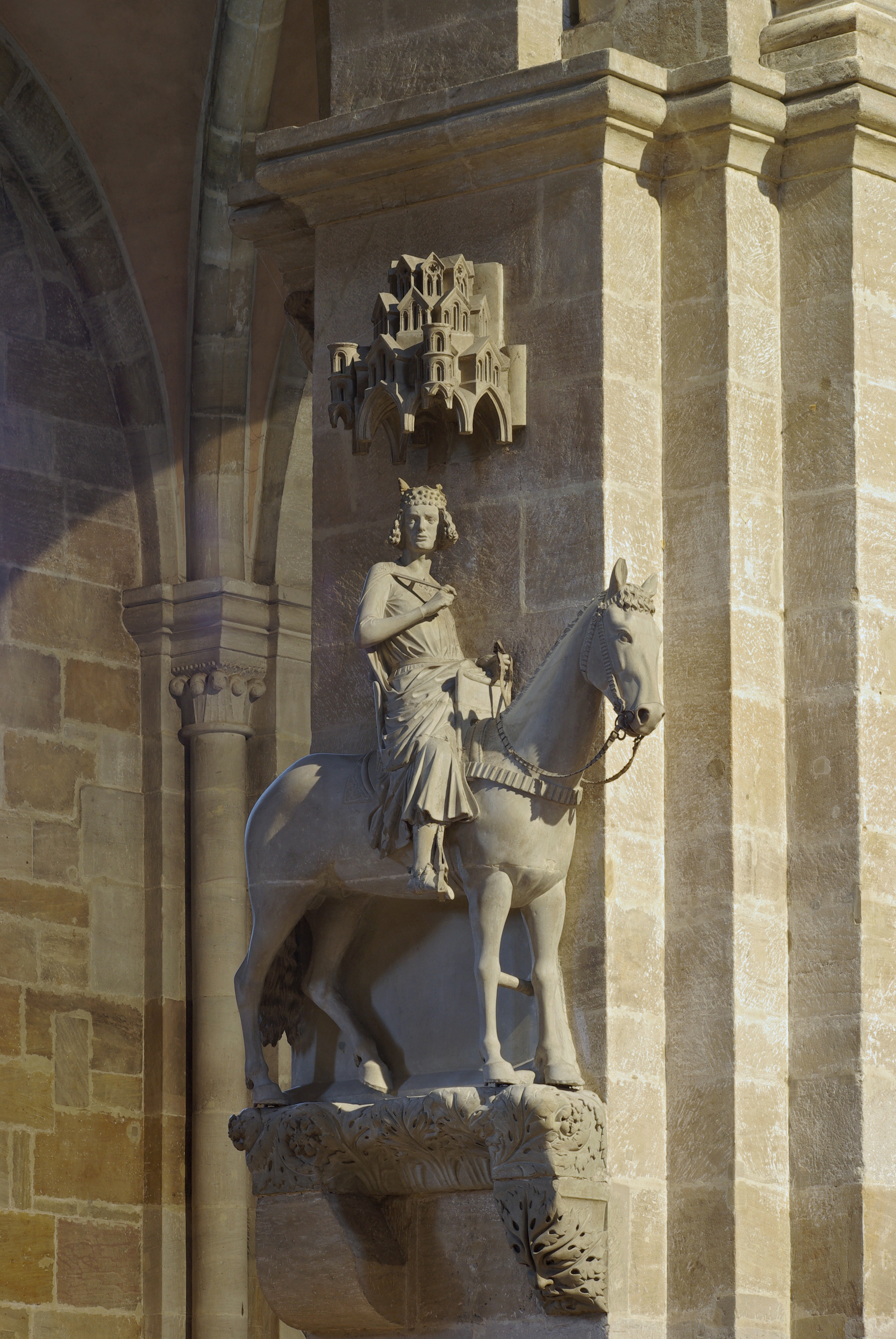
Ruiter aan de Bamberger dom met rechts onder een console met een groene man
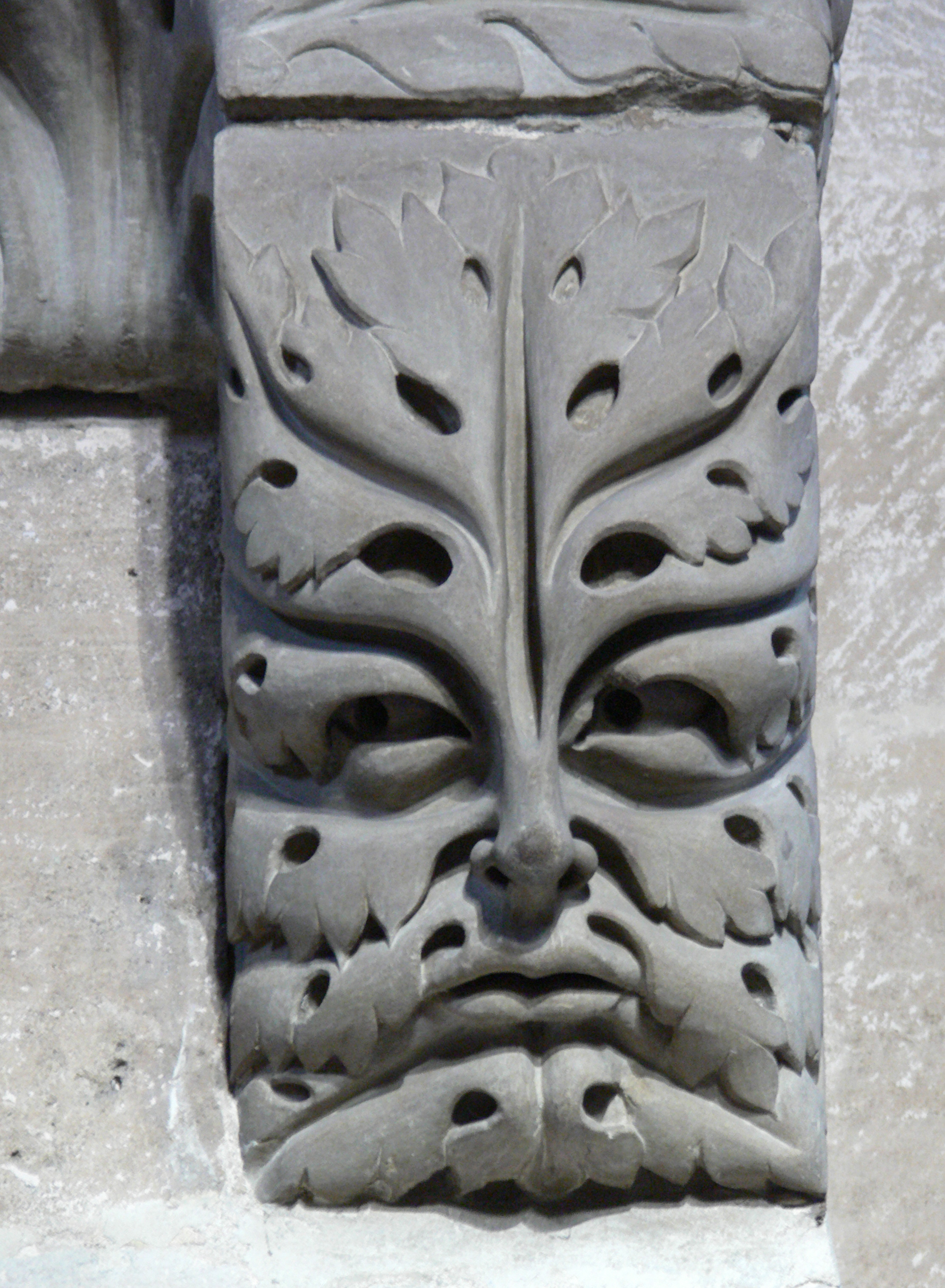
Dezelfde groene man, groter afgebeeld
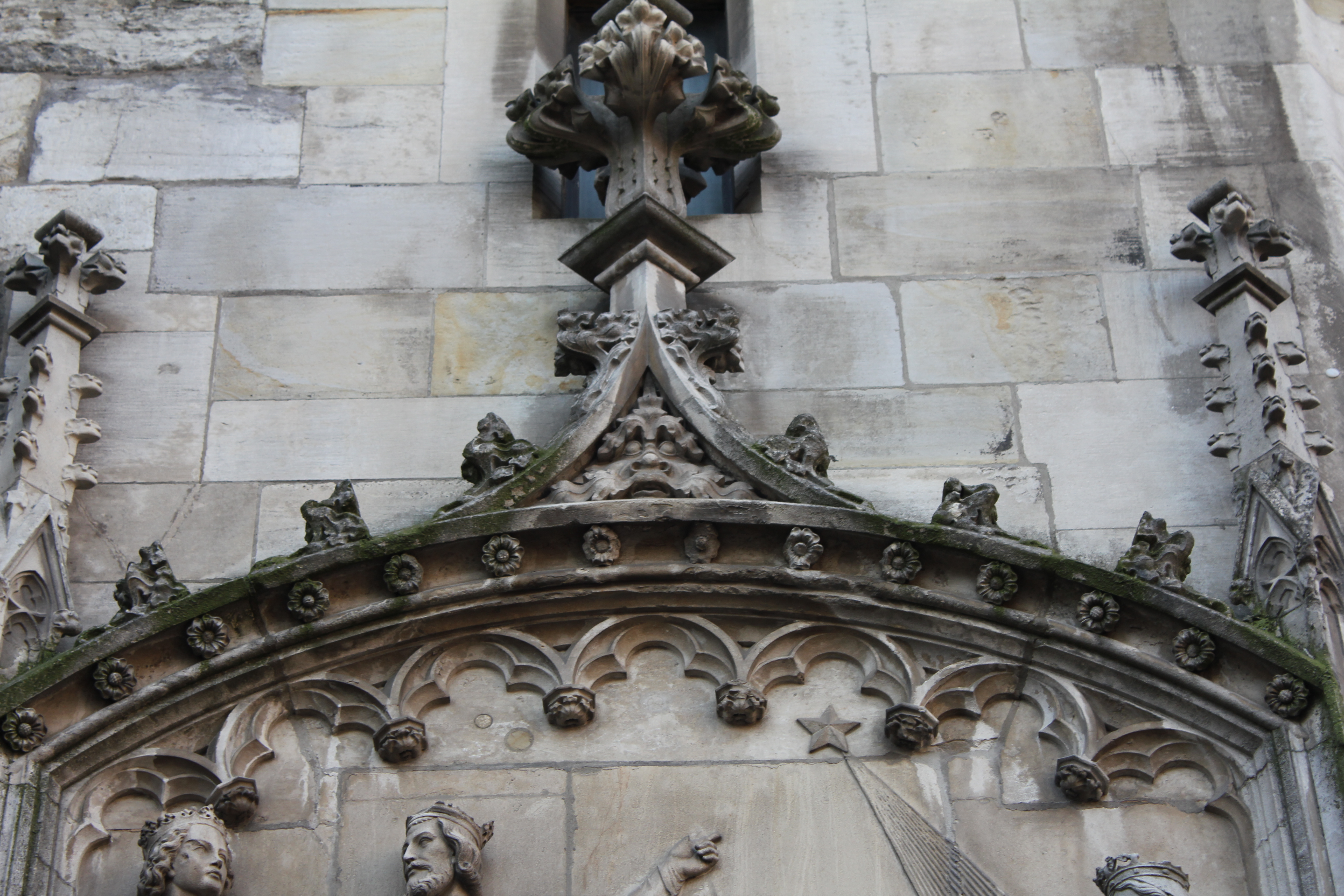
Groene man aan het stadhuis van Aken
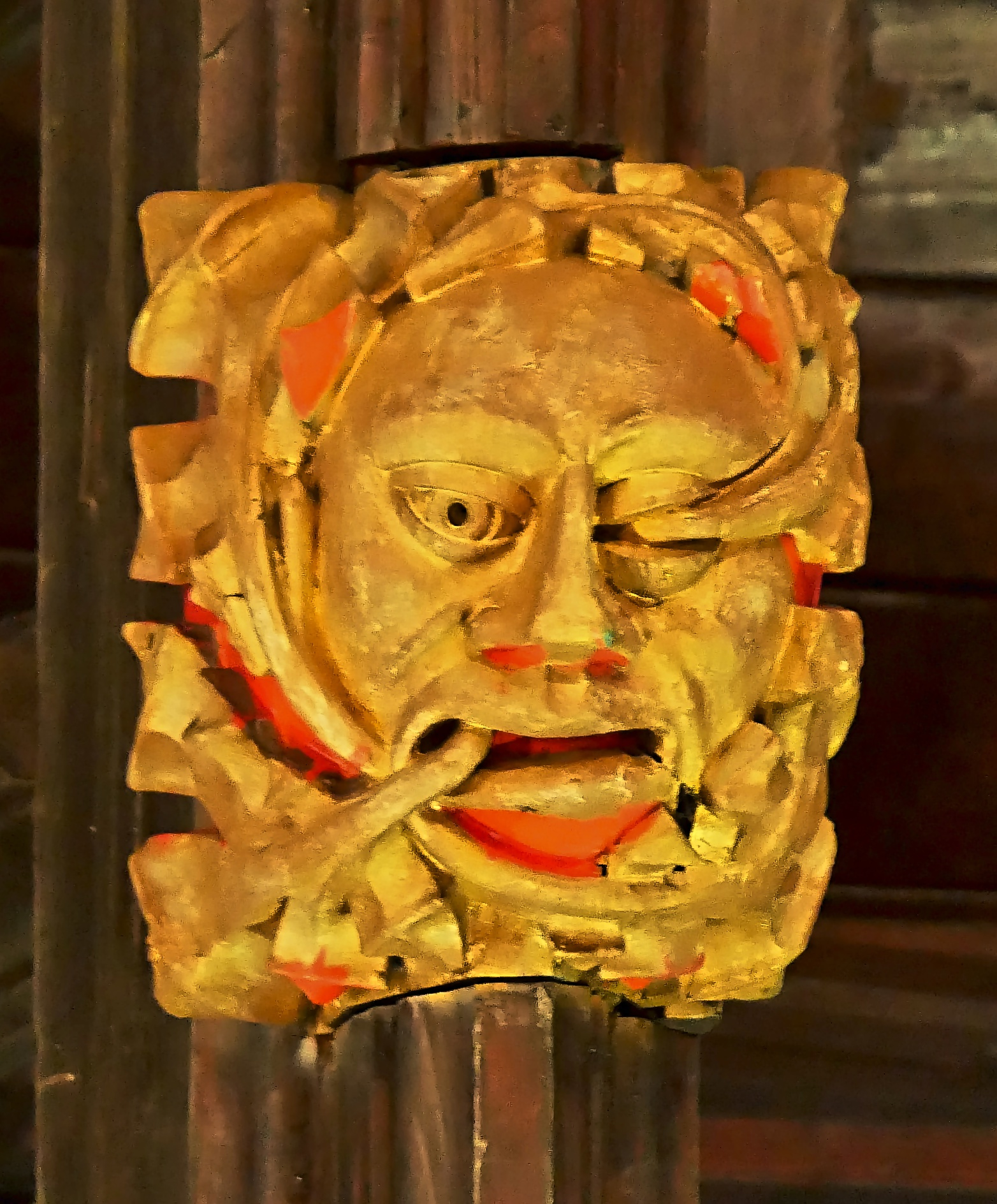
Bolton Abbey, Engeland